# Andrea Tarrodi
Johanna Andrea Tarrodi, ursprungligen Lindberg, född 9 oktober 1981 i Stockholm, är en svensk tonsättare.

## Biografi
Tarrodi är uppväxt i Stockholm och gick i skola i Adolf Fredriks musikklasser och Stockholms musikgymnasium. Hon studerade arrangering och komposition vid Musikhögskolan i Piteå 2000–2002 för Jan Sandström och därefter 2003–2009 vid Kungliga Musikhögskolan i Stockholm för bland andra Pär Lindgren, Jesper Nordin och Marie Samuelsson.  
Hennes musik har framförts på scener som Royal Albert Hall under BBC Proms, Barbican Centre, Musikverein och Berliner Philharmonie av bland andra Deutsches Symphonie-Orchester Berlin, BBC Philharmonic, Sveriges Radios symfoniorkester, Kungliga Filharmoniska Orkestern, Cape Philharmonic Orchestra, Spartanburg Philharmonic, Malmö symfoniorkester, Svenska Kammarorkestern, Västerås Sinfonietta, Den akademiska damkören Linnea, Radiokören och Eric Ericsons Kammarkör.  
År 2010 vann Tarrodi första pris i Uppsala tonsättartävling med sitt verk Zephyros för orkester. 2011–2013 var hon hustonsättare i Sveriges Radio P2. År 2012 tilldelades hon Musikförläggarnas pris i kategorin Årets konstmusikpris – kammarmusik/mindre ensemble för sitt verk Empíreo. 2013–2014 var hon Västerås Sinfoniettas Tonsättarprofil. 2018 tilldelades hon återigen Musikförläggarnas pris för Pianokonserten Stellar Clouds.
År 2018 tilldelades hon en Grammis i kategorin Årets Klassiska för CD:n Tarrodi String Quartets med Dahlkvistkvartetten. 
År 2020 blev Tarrodi den första svenska kompositören som fick sitt verk uruppfört på Last Night of the Proms. Det nykomponerade stycket Solus uruppfördes två månader efter att beställningen inkommit från BBC.
Andrea Tarrodi är medlem i KVAST och invaldes 2009 i Föreningen Svenska Tonsättare. Tarrodi har även mottagit stipendier från Kungliga Musikaliska Akademien, Konstnärsnämnden, Stim samt Statens kulturråd. 

### Familj
Tarrodi är dotter till trombonisten, tonsättaren och dirigenten Christian Lindberg och fagottisten och musikförläggaren Julianna Tarrodi Lindberg. Hon är vidare sondotter till konstnärerna Arne Lindberg och Ulla-Monica Lindberg samt brorsdotter till lutenisten Jakob Lindberg.

## Priser och utmärkelser
- 2010 – Första pris i Uppsala tonsättartävling med Zephyros[5]
- 2011–2013 – Sveriges Radio P2:s hustonsättare[6]
- 2012 – Musikförläggarnas pris. Årets konstmusikpris – kammarmusik/mindre ensemble för Empíreo[7]
- 2012 – Vårens tonsättare i Berwaldhallen[8]
- 2013–2014 – Västerås Sinfoniettas Tonsättarprofil [9]
- 2016 – Carin Malmlöf-Forsslings pris[10]
- 2018 – Grammis Årets Klassiska[11]
- 2018 – Musikförläggarnas pris. Årets konstmusikpris – Stor ensemble/Opera för Stellar Clouds - Piano Concerto[12]
- 2020 –  Musikföreningens i Stockholm körtonsättarstipendium
- 2022 – Christ Johnson-prisen (lilla priset)[13]

## Verkförteckning

### Orkesterverk
- Doblado's Serenade för storband (2001)
- Dr Juvenal Urbino för kammarorkester (2001)
- Albatross för orkester (2003)
- Rablóbanda för blåsorkester (2004)
- Zenelö för orkester (2007)
- Sirám för stråkar (2008)
- Paradisfåglar (”Birds of Paradise”) för stråkorkester (2008)
- Näktergalen (”The Nightingale”) för kammarorkester (2009)
- Zephyros för sinfonietta (2009)
- Camelopardalis för orkester (även i version för sinfonietta) (2010)
- Flyttfåglar, konsert för oboe och stråkorkester (2010)
- Ekon över Kongahälla, konsert för två horn och blåsorkster (2011)
- Lucioles för kammarorkester (2011)
- Liguria för orkester (2012)
- Serenade in Seven Colours för blåsare och slagverk (2013)
- Paradisfåglar II (”Birds of Paradise II”) för kammarorkester (2013)
- Highlands, konsert för cello och orkester (2013)
- Aprilserenad för sopran, mezzosopran och orkester (2014)
- Stjärnorna för mezzosopran och kammarorkester (2014)
- Ascent, konsert för orkester (2015)
- Stellar Clouds, pianokonsert nr 1 (2015)
- Wildwood för orkester (2016)
- Light is Like Water för kör och orkester (2016)
- Songs of the Sky, concertino för piano och stråkar (2016)
- Cetus, konsert för fagott och blåsare (2016)
- Flourish för ungdomsorkester (2017)
- Acanthes, konsert för två violiner och stråkar (2017)
- Choryn, konsert för harpa och orkester (2022)
- Laus Canticum, Nobelprisutdelningen (2022)

### Kammarmusik
- Jazz i tassarna för trombon och piano (2000)
- Tidnab Damrane för slagverksensemble (2000)
- Skogssonetter (”Forest Sonnets”) för blåskvintett (2001)
- Tre sagor (”Three Tales”) för trombon och piano (2003)
- Ann-Kristins speldosa för slagverksensemble (2003)
- Fanfar för brasskvintett och blåskvintett (2004)
- Doblado, Rabarbara och Falquen för ackordeon (2005)
- Aftonskog för sopran, mezzosopran, tenor och kammarensemble till text av Harry Martinson (2006)
- Lullaby for Hedvig för violin, altflöjt och gitarr (2007)
- Cimbalom Songs för saxofon och slagverk (2007)
- Kalejdoskop för solo marimba (2008)
- Suite for piano för piano (2008)
- Hästarna i mitt huvud (”The Horses In My Head”) för slagverkstrio (2008)
- NåLå för flöjt, altblockflöjt, mezzosopran, harpa och klockspel (2009)
- Pausoli’s Song för trombon och piano (2009)
- Akacia för pianotrio (2009)
- I augusti, sensommar (”In August, Late Summer”) för trombon, bandoneon och piano (2010)
- Nocturne för violin och piano (2011)
- Chárites för harpa och slagverk (2011)
- Miroirs (stråkkvartett nr 1) (2011)
- Empíreo för stråkar, harpa och slagverk (2011)
- Serenade to an Old Man för brasskvintett (2011)
- ...we'd roll and fall in green för bandoneon och pianosträngar (2011)
- Eldklotter för piano och slagverk (2012)
- Fragments of the Royal Fireworks för brasskvintett (2012)
- Crystallites för piano (2012)
- El hielo för bandoneon och brasskvintett (2013)
- Madárdal (stråkkvartett nr 2) (2013)
- Szél för altsaxofon och marimba (2013)
- The World of Henri Rousseau för gitarr och blockflöjter (2014)
  1. ”The Dream”
  2. ”Exotic Landscape”
  3. ”Apes in the Orange Grove”
  4. ”Carneval Evening”
- Light Scattering (stråkkvartett nr 3) (2014)
- Sorg och glädje för tenor och cello till text av Johan Ludvig Runeberg (2014)
- Nattsånger för trumpet, horn, piano och kontrabas (2015)
- Aprilsnö för flöjt och gitarr (2015)
- Ur Havets Credo för sopran, slagverk, violin och kontrabas (2015)
- Fanfar för brasskvintett (2016)
- Twelve Pieces för piano (2016)
- Madrigali – Hommage à Barbara Strozzi för flöjt, klarinett, piano, slagverk, violin, viola och cello (2017)
- (over and over again) för saxofonkvartett (2017)
- Drache-Frau för brasskvintett (2017)

### Vokalmusik
- Hjärtats sånger för sopran och piano till text av Pär Lagerkvist (2002)
- Inte ens för blandad kör till text av Nils Ferlin (2003)
- Aldrig är skogen lycklig som nu för damkör till text av Karin Boye (2003)
- Haikusånger för barnkör och piano (2005)
- The Falling of the Leaves för blandad kör till text av W.B. Yeats (2005)
- Aftonsånger (”Evening Songs”) för tenor och piano (2006)
- Kevadeöö (”Vårnatt”) för blandad kör (2006)
  - Version för celloensemble (2012)
- Natt för blandad kör till text av Harry Martinson (2007)
- Lume (”Light”) för blandad kör (2007)
- Ängsälvor (”Meadow Fairies”) för barnkör (2008)
- ... som en fågel i stormen  för barnkör och orkester (2009)
- Stjärna ur fjärran för tenorsolo och blandad kör (2010)
- Vinterregn för barnkör och orkester (2010)
- Andrum juli för blandad kör till text av Tomas Tranströmer (2012)
- Det susar genom livets strid...  för blandad kör, brass och orgel till text av Carl Boberg (2012)
- Laulava meri för manskör (2013)
- Dona nobis pacem för barnkör (2013)
- Ekarna för blandad kör (2014)
- Änglar för blandad kör (2015)
- Havets Credo för sopran, slagverk, violin och kontrabas (2015)

### Elektroakustisk musik
- Kalfatra för elektronik och solodansare i koreografi av Alexander Gottfarb (2003)
- Larmes (2004)
- Erdö, videoverk för två dansare och elektronik i koreografi av Alexander Gottfarb och Anna Nowak (2005)
- Den ensamme (”The Lonesome”) (2006)
- Fågeldamen (”Bird Lady”) (2007)
- Odetta (2009)
- Till minne av de bortglömda (”In Memory of the Forgotten”), videoverk för två skådespelare och elektronik (2009)
  1. ”The Lonesome”
  2. ”Bird Lady”

### Övrig musik
- Nya visor (under pseudonymen Jolo Andersson) (2007)
- Någon annan (”Someone Else”), filmmusik för kör till kortfilmen (2009)
- Nova Suite för orkester och skolklass skriven tillsammans med skolbarn (2009–10)
  1. ”... som en fågel i stormen”
  2. ”Viskande vindar”
  3. ”Sense of Space”
  4. ”Vinterregn”

## Inspelningar
- 2009 – NåLå på skivan Sounding Images med ENM (Ensemble for New Music) [14]
- 2011 – Akacia på skivan Future Classics med KMW pianotrio[15][16]
- 2013 – Zephyros på skivan Future Classics II med Västerås Sinfonietta under Johannes Gustavsson
- 2015 – Highlands med Jakob Koranyi, cello och Västerås Sinfonietta
- 2017 – String Quartets (de tre stråkkvartetterna) med Dahlkvistkvartetten